# Palau de la Diputació de Perpinyà

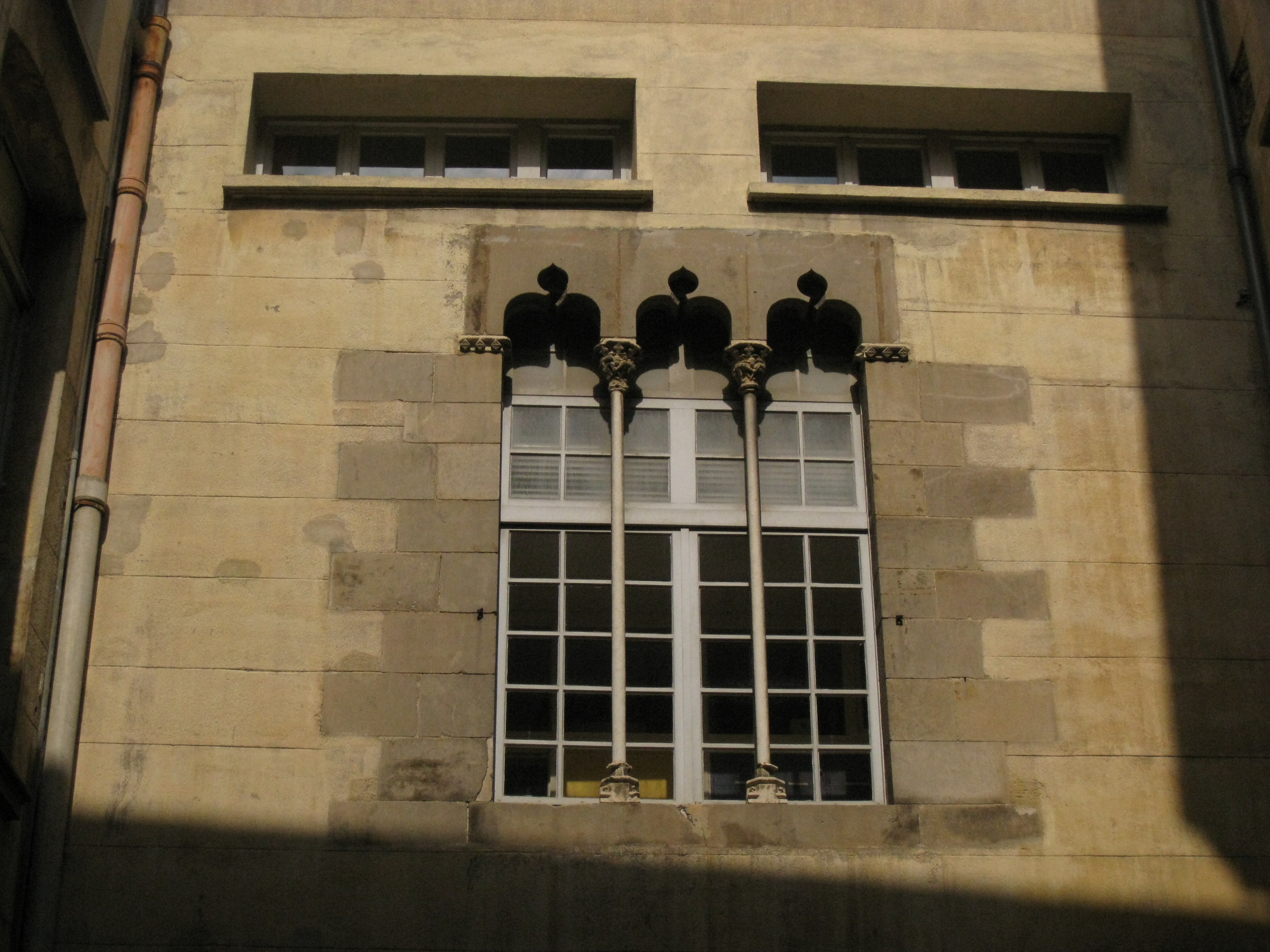
Finestra trilobulada

El Palau de la Diputació de Perpinyà, o Palau de la Diputació del General de Perpinyà, és una construcció gòtica situada a la ciutat de Perpinyà, cap de la comarca del Rosselló, a la Catalunya del Nord.
És un edifici del gòtic civil català, construït en el segle xv. D'ençà de l'Edat Mitjana que la Plaça de la Llotja forma el centre vital de Perpinyà, amb la presència dels diferents poders locals: la Borsa dels Mercaders o Llotja de Mar, la Casa de la Ciutat i el Palau de la Diputació. La façana posterior s'obre al carrer de la Barra.
Va ser construït a la segona meitat del segle xv a l'antiga plaça del Pa, ara de la Llotja, amb façana posterior al carrer de la Barra, per ser la seu al Rosselló de la representació permanent de la Diputació del General o Generalitat. L'arquitecte, Marc Safont, havia participat en la construcció del Palau de la Generalitat de Barcelona.
Després del 1659 fou ocupat pel Consell Sobirà del Rosselló, i més tard fou Palau de Justícia. Es va integrar a la Casa de la Ciutat el 1866. Les finestres trilobulades de columnetes amb capitells amb motius de fullatge i les façanes sòbries i simètriques, perforades amb majestuoses portes semicirculars, són d'una gran puresa, dins de l'estil gòtic.